# Kovács László (labdarúgó, 1956)
Kovács László (1956 –) labdarúgó, hátvéd.

## Pályafutása
1973 és 1980 között a Haladás labdarúgója volt. Az élvonalban 1974. május 12-én mutatkozott be a VM Egyetértés ellen, ahol csapata 5–1-es győzelmet aratott. Tagja volt az 1975-ös magyar kupa-döntős csapatnak. Az 1980–81-es idényben a Zalaegerszegi TE játékosa volt. Az élvonalban összesen 133 mérkőzésen lépett pályára és három gólt szerzett.

## Sikerei, díjai
- Magyar kupa (MNK)
  - döntős: 1975